# Нађа Тешић
Нађа Тешић (Ужице, 8. јун 1939 — Њујорк, 20. фебруар 2014) била је српска и америчка књижевница, професор филмске режије, сценарија и француске књижевности.

## Биографија
Нађа је рођена у Ужицу, где је завршила основну школу Краља Петра II, да би се 1954. године, са својих 15. година, заједно са мајком и братом преселила у Чикаго, где је већ дуго живео њен отац. Сестра је сценаристе Стојана Стива Тешића.
Због одличних резултата у средњој школи, Нађа је прескочила два разреда и добила могућност да са 17. година постане студент. Одлучила се за студирање на Универзитету Индијана, у истоименом граду, где је студирала руски и француски језик. Након завршетка студија у Индијани, отишла је на усавршавање у Париз, у школу оријенталних језика на Сорбони.
Након усавршавања у Паризу, вратила се у Сједињене Државе, где је почела да предаје француску књижевност на Ратгерс универзитету. У исто време похађала је и Филмску школу, стекавши тако квалификације да предаје предмете сценарија, режија продукције и пропаганде на Бруклин колеџу.
Заједно са режисером Ериком Ромером је 1963. године креирала филм  Нађа у Паризу, са њом у главној улози.
Након повратка у Сједињене Државе, вратила се професорском послу, али је Париз често посећивала, где јој се родио син Стефан.
Нађа се окушала и као писац сценарија и редитељ, створила Филм за мога сина, чији је буџет био 500 долара, а ипак филм је обишао свет и награђен је од стране Пи-Би-Еса. Као асистент на писању сценарија дуго је радила на Бродвеју у Њујорку.
Нађа је била аутор више романа на енглеском језику: Бунтовница у сенци, Родна груда, Умрети у Чикагу и Далеко од Вијетнама за које јој је Фонд за уметност у Њујорку доделио Награду за књижевност. Њене драме После револуције и Жетва игране су широм Сједињених Држава, а на српски језик за сада су преведени романи Умрети у Чикагу и Бунтовница у сенци.

## Борба за људска права
Нађа је међу првих неколико стотина студената посетила Кубу, након револуције из 1959. године. Била је велики противник империјализма и често критиковала владу Сједињених Држава, нарочито током НАТО бомбардовања СРЈ 1999. године. Након почетка НАТО бомбардовања СРЈ успоставила је контакт са Ремзијем Кларком, како би ушла у Уједињене нације и говорила о неправди и терору који Сједињене Државе врше бомбардујући Савезну Републику Југославију. Због целокупне борбе за правду и истину, добила је надимак женски Че Гевара.

## Смрт
Нађа је преминула од последица можданог удара 20. фебруара 2014. године у Њујорку. У последњим данима о Нађи су бринули њен син Стефан, супруга њеног брата Стива, Ребека и најближи пријатељи из Србије.